# Municipio de Silver Brook
El municipio de Silver Brook (en inglés: Silver Brook Township) es un municipio ubicado en el condado de Carlton en el estado estadounidense de Minnesota. En el año 2010 tenía una población de 648 habitantes y una densidad poblacional de 12,48 personas por km².

## Geografía
El municipio de Silver Brook se encuentra ubicado en las coordenadas 46°36′39″N 92°20′50″O / 46.61083, -92.34722. Según la Oficina del Censo de los Estados Unidos, el municipio tiene una superficie total de 51.9 km², de la cual 51,83 km² corresponden a tierra firme y (0,14 %) 0,08 km² es agua.

## Demografía
Según el censo de 2010, había 648 personas residiendo en el municipio de Silver Brook. La densidad de población era de 12,48 hab./km². De los 648 habitantes, el municipio de Silver Brook estaba compuesto por el 96,45 % blancos, el 0,77 % eran afroamericanos, el 1,39 % eran amerindios, el 0,15 % eran asiáticos y el 1,23 % eran de una mezcla de razas. Del total de la población el 1,08 % eran hispanos o latinos de cualquier raza.